# Bembidion semicinctum
Bembidion semicinctum es una especie de escarabajo del género Bembidion, tribu Bembidiini, familia Carabidae. Fue descrita científicamente por Notman en 1919.
Se distribuye por Estados Unidos y Canadá. La especie se mantiene activa durante los meses de abril, mayo, julio, septiembre y diciembre.